# 김정겸
김정겸(한국 한자: 金正謙, 1976년 6월 9일 ~ )은 대한민국의 전 축구 선수로 포지션은 미드필더이다.

## 클럽 경력
1999년 전남 드래곤즈에 입단하여, 2003년 FA컵 준우승에 공헌하였다. 2005년 박재홍과의 맞트레이드로 전북 현대 모터스로 이적하여, 2005년 FA컵 우승, 2006년 AFC 챔피언스리그 우승에 공헌하였다. 2008년 포항 스틸러스로 이적하였다.
2011년 6월 2일, 승부조작 경기에 불법 베팅을 한 혐의로 방출되었고 자격정지 5년의 징계를 받았다.

## 국가대표팀 경력
2003년 9월 25일 2004년 AFC 아시안컵 예선에서 베트남과의 경기로 A매치 데뷔전을 치렀고, 2004년 AFC 아시안컵에서 뛰었다.

## 경력 통계

### 클럽 기록
| 시즌/대회    | 소속팀           | 출장 | 풀게임출장 | 골 | 도움 |
| ------------ | ---------------- | ---- | ---------- | -- | ---- |
| 1999         | 전남 드래곤즈    | 13   | 0          | 0  | 0    |
| 2000         | 전남 드래곤즈    | 29   | 21         | 1  | 1    |
| 2001         | 전남 드래곤즈    | 15   | 10         | 0  | 0    |
| 2002         | 전남 드래곤즈    | 5    | 0          | 0  | 0    |
| 2003         | 전남 드래곤즈    | 27   | 23         | 0  | 2    |
| 2004         | 전남 드래곤즈    | 26   | 21         | 1  | 2    |
| 2005         | 전북 현대 모터스 | 34   | 31         | 1  | 0    |
| 2006         | 전북 현대 모터스 | 13   | 13         | 0  | 0    |
| 2007         | 전북 현대 모터스 | 12   | 7          | 0  | 0    |
| FA컵         | 전남 드래곤즈    | 11   | 9          | 0  | 0    |
| FA컵         | 전북 현대 모터스 | 7    | 6          | 0  | 0    |
| 국제클럽대회 | 전북 현대 모터스 | 4    | 3          | 0  | 1    |

## 수상 내역

### 개인
- 2004년 통영컵 MVP

### 클럽

#### 전북 현대 모터스
- FA컵: 2005
- AFC 챔피언스리그: 2006

#### 포항 스틸러스
- K리그 컵: 2009
- FA컵: 2008
- AFC 챔피언스리그: 2009